# The Torch (pel·lícula)
The Torch (estrenada en castellà com Del odio nace el amor) és una pel·lícula mexicana/estatunidenca del 1950 dirigida per Emilio Fernández Romo. La pel·lícula és un remake d' Enamorada (1946) i també es coneix com a Bandit General al Regne Unit.
El guió original es basa en La feréstega domada de William Shakespeare.

## Trama
El general revolucionari mexicà José Juan Reyes i els seus homes es fan càrrec del petit poble de Cholula, Puebla i roben diners als homes rics d'allà per finançar la revolució. José és una mena de Robin Hood vigilant que obliga els empresaris locals a doblegar-se a la seva voluntat mentre la gent del poble l'admir per la seva causa. José persegueix María Peñafiel, la filla explosiva de l'home més ric de la zona. Encara que ella menysprea José al principi, finalment es guanya el seu afecte.

## Repartiment
- Paulette Goddard - María Dolores Penafiel
- Pedro Armendáriz - José Juan Reyes
- Gilbert Roland - Pare Sierra
- Walter Reed - Robert Stanley
- Julio Villarreal - Don Carlos Penafiel
- Carlos Múzquiz - Fidel Bernal
- Margarito Luna - Capt. Bocanegra
- José Torvay - Capt. Quiñones
- Pascual García Peña - Don Apolinio
- Antonia Daneem - Adeli
- Jorge Treviño
- Rosaura Revueltas
- Eduardo Arozamena
- Guillermo Calles
- Novie Alicog - Cloepetra
- Jonathan Villegas

## Adapcació a còmic
- Eastern Color Movie Love #4 (Agost 1950)[2]